# Louis Archimbaud
Louis Archimbaud /lwi aʁʃɛ̃ˈbo/ (Carpentras, novembre 1705 – Carpentras, 13 maggio 1789) è stato un compositore e organista francese.

## Biografia
Prima ministrante poi cantore, diventa organista della cattedrale di Carpentras nel 1727 fino alla morte avvenuta nel 1789. Una decina di anni prima era stato ordinato canonico. Sull'organo della cattedrale, che risale al XVI secolo, fa intervenire più volte Jean-Esprit Isnard nel periodo in cui questi costruisce il grande organo di Saint-Maximin-la-Sainte-Baume.

## Opere
Archimbaud lascia un importante corpus di composizioni per organo e opere vocali sacre (messe, magnificat, ecc.) come le Leçons & Répons du Jeudy-Saint eseguiti durante la settimana santa musicale di Aix-en-Provence.
Per quanto riguarda l'organo, il ricco fondo musicale della Biblioteca Inguimbertina di Carpentras custodisce sette quaderni manoscritti dal canonico Archimbaud. Scoperti negli anni '80 dal musicologo Joseph Scherpereel, l'insieme è costituito da preludi, offertori, elevazioni e altri pezzi diversi per un totale di più di 400 composizioni.
Chiaramente destinati alla liturgia, disposti secondo i modi ecclesiastici, questi pezzi sono in genere molto brevi e di facile accesso per l'organista principiante. Il musicista più avanzato invece sarà curioso di scoprire attraverso queste opere la pratica musicale e il modo in cui erano illustrati gli offici nel XVIII secolo nel Contado Venassino.

## Discografia
- Livre d'orgue de Carpentras, Marie-Bernadette Dufourcet-Hakim (organi), label organ